# 劉峴 (嘉靖進士)
劉峴（1517年—？），字仁伯，号凤西，江西吉安府萬安縣人，民籍，明朝政治人物。

## 生平
嘉靖二十五年丙午科（1546年）江西鄉試第八十一名舉人。嘉靖三十五年（1556年）中式丙辰科會試第一百七十一名，三甲第二十三名進士。吏部观政，授直隶池州府推官，三十八年復除太平府，四十一年升兵部主事，四十五年升员外、郎中，隆慶元年謫亳州同知，升镇江府通判，二年调松江府，官至桂林府知府。

## 家族
曾祖劉公碩；祖父劉景臨；父劉一春，贈兵部员外。母胡氏，贈安人。兄刘峻（知州）、弟刘崐（举人）。
子仲心、仲志、仲念、仲意。